# August Wilhelm Iffland
August Wilhelm Iffland (født 19. april 1759, død 22. september 1814 i Berlin) var en tysk skuespiller, teaterdirektør og forfatter.
A.W. Iffland blev født i Hannover. Han skulle imod sin tilbøjelighed studere teologi, men unddrog sig tvangen ved flugt (1777) og gik til hofteatret i Gotha.
Sammen med de fleste af sine kolleger drog han til Mannheim (1779), hvor han vandt et ikke ringe ry som skuespiller, og 1796 kaldtes han til Berlin som direktør for Nationalteatret, hvor hans fortjenester af den tyske skueplads skaffede ham rang af "kongelig Skuespildirektør".
Som skuespiller slog han især igennem i de komiske og rørende roller, som tilhørte det borgerlige familieliv. Han udmærkede sig ved fin karakteristik, men var tilbøjelig til at anvende stærke midler. I sine dramatiske arbejder henfalder han ofte til en bred og snakkesalig moraliseren.
En stor del af hans stykker er af betydning ved skildringer af borgerlige konflikter og er gået utallige gange over scenen, ja endnu ikke forsvundne fra repertoiret i Tyskland. Af hans skuespil kan fremhæves: Die Jäger, Der Verbrecher aus Ehrsucht, Die Hagestolzen, Dienstpflicht, Die Advokaten, Der Herbsttag, Die Mündel, Elise von Valberg, Die Aussteuer, Die Reise nach der Stadt (alle opførte i København).
Iffland skrev desuden en del teoretiske afhandlinger om mimisk kunst, som findes i Fragmente über Menschendarstellung (1785), Almanach für Theater und Theaterfreunde
(5 bind, 1806—11) og Theorie der Schauspielkunst (2 bind, 1815). Dramatische Werke (16 bind, 1798—1862, med selvbiografi Meine theatralische Laufbahn); Neue dramatische Werke (2 bind, 1808); Theatralische Werke in einer Auswahl (10 bind, 1858—60).